# Solomon Losovski
 (février 2021).
Si vous disposez d'ouvrages ou d'articles de référence ou si vous connaissez des sites web de qualité traitant du thème abordé ici, merci de compléter l'article en donnant les références utiles à sa vérifiabilité et en les liant à la section « Notes et références ».
Solomon Abramovitch Losovski (Соломон Абрамович Лозовский), né Salomon Dridzo le 16 mars 1878 à Danilovka, province d’Ekaterinoslav dans l’Empire russe et mort le 12 août 1952, est un militant bolchevique, dirigeant de l'Internationale syndicale rouge de 1921 à 1937, puis responsable de l'agence de presse Sovinformburo (Bureau soviétique d'information) et membre du Comité antifasciste juif. Il fut condamné et exécuté en 1952 lors de la « Nuit des poètes assassinés ».

## Biographie
Né dans l'Empire russe d'une famille juive, il adhéra au Parti ouvrier social-démocrate de Russie en 1901. Après la Révolution de 1917, il devint le premier secrétaire général de l'Internationale syndicale rouge (Profintern). C'est à cette occasion qu'il utilisa le néologisme d'« anarcho-syndicalisme », conjointement avec le terme d'« anarcho-réformisme », pour disqualifier la minorité de la CGTU.
En 1939, le président du Conseil des commissaires du peuple (Sovnarkom), Viatcheslav Molotov, le nomma commissaire adjoint des affaires étrangères, chargé de l'Extrême-Orient et de la Scandinavie. Il devint vice-secrétaire général de l'agence de presse Sovinformburo pendant la guerre contre l'Allemagne nazie, chargé de relayer l'information du front vers l'étranger. Il était alors membre du Comité antifasciste juif qui visait à convaincre Roosevelt d'entrer dans la guerre. 
Après guerre, il dirigea le Sovinformburo (1945-1948). Cible des attaques antisémites lancées par Staline à la fin des années 1940, il fut torturé et finalement exécuté lors de la « Nuit des poètes assassinés » (1952) avec d'autres membres du Comité antifasciste juif.